# 2004年アテネオリンピックのトリニダード・トバゴ選手団
2004年アテネオリンピックのトリニダード・トバゴ選手団（2004ねんアテネオリンピックのトリニダード・トバゴせんしゅだん）は、2004年8月13日から8月29日にかけてギリシャの首都アテネで開催された2004年アテネオリンピックのトリニダード・トバゴ選手団、およびその競技結果。

## 概要
今大会は銅メダル1個、合計1個のメダルを獲得した。

## メダル
| メダル | 選手名           | 競技 | 種目                 |
| ------ | ---------------- | ---- | -------------------- |
| 銅     | ジョージ・ボベル | 競泳 | 男子200m個人メドレー |